# محمد عامر (کمدین)
محمد مصطفی عامر (انگلیسی: Mohammed Mustafa Amer؛ زادهٔ ۲۴ ژوئیهٔ ۱۹۸۱) نویسنده، بازیگر و کمدین استندآپ کمدی فلسطینی‌تبار اهل ایالات متحده آمریکا است.
از فیلم‌ها یا برنامه‌های تلویزیونی که وی در آن نقش داشته‌است، می‌توان به بلک ادم، مو و رامی اشاره کرد.